# پیتر کویجمانس
پیتر کویجمانس (انگلیسی: Pieter Kooijmans; ۶ ژوئیهٔ ۱۹۳۳ – ۱۳ فوریهٔ ۲۰۱۳) حقوق‌دان و سیاستمدار اهل پادشاهی هلند بود. او عضو حزب ای‌آر‌پی (ARP) بود که بعداً در حزب استیناف دموکرات مسیحی (CDA) ادغام شد. وی از سال ۱۹۹۳ تا ۱۹۹۴ به عنوان وزیر امور خارجه هلند و جانشین هانس ون دن بروک بود. در سال ۱۹۹۵، او به سمت سابق خود به عنوان استاد حقوق بین‌الملل عمومی در دانشگاه لیدن بازگشت و تا زمان انتصابش در دیوان بین‌المللی دادگستری خدمت کرد. در ۱۳ ژوئیه ۲۰۰۷ عنوان افتخاری وزیر کشور به وی اعطا شد.

## دوران جوانی و تحصیلات
پیتر هندریک کویجمانس در ۶ ژوئیه ۱۹۳۳ در هیم‌استیده در هلند به دنیا آمد. پدرش یوهانس کویجمانس، مهندس و عضو شورای شهرداری هیم‌استیده و مادرش آلیدا یونکر نام داشت. کویجمانس به دبیرستان اولین لیسه مسیحی در هارلم رفت و در آنجا برنامه ژیمناستیک را در علوم انسانی دنبال کرد.
کویجمانس از ژوئیه ۱۹۵۱ در دانشگاه آزاد آمستردام تحصیل کرد و در رشته اقتصاد و حقوق مدرک گرفت، در ژوئن ۱۹۵۳ مدرک لیسانس اقتصاد و در ژوئیه ۱۹۵۴ مدرک لیسانس حقوق گرفت. سپس قبل از فارغ‌التحصیلی هنگامی‌که که در رشته کارشناسی ارشد اقتصاد تحصیل می‌کرد به عنوان محقق دانشجو مشغول به کار شد. کویجمانس از ژوئیه ۱۹۵۸ تا ژانویه ۱۹۶۰ به عنوان محقق در دانشگاه آزاد آمستردام و سپس به عنوان دانشیار حقوق بین‌الملل از ۱ ژانویه ۱۹۶۰ تا ۲۰ فوریه ۱۹۶۴ در آنجا کار کرد. وی با گذراندن تحصیلات خود در رشته دکترای حقوق در حقوق اساسی، دکترا گرفت.
وی مدرک تحصیلی خود را در رشته اقتصاد (لیسانس اقتصاد) در سال ۱۹۵۵ و مدرک کارشناسی ارشد خود را در رشته حقوق (کارشناسی ارشد حقوق) در سال ۱۹۵۷ دریافت مود. در سال ۱۹۶۴ پیتر دکترای خود را در رشته حقوق اساسی (دکتری حقوق) به پایان رساند و دکترین حقوق گرفت. تز دکترای او عبارت بود از برابری دولت ها؛ تحقیق در مورد مبانی حقوق بین‌الملل در دانشگاه آزاد.
در سال ۱۹۵۱ تحصیلات خود را در رشته اقتصاد و حقوق هلند در دانشگاه وریج آمستردام آغاز کرد. وی مدرک نامزدی خود را در رشته اقتصاد (کارشناسی اقتصاد) در سال ۱۹۵۵ و مدرک کارشناسی ارشد خود را در رشته حقوق (کارشناسی ارشد حقوق) در سال ۱۹۵۷ دریافت کرد. وی با پایان‌نامه دکترین حقوقی دکترای خود را در حقوق اساسی (دکترای حقوق) گرفت. دکترای او در خصوص برابری دولت ها؛ تحقیق در مورد مبانی حقوق بین‌الملل در دانشگاه آزاد در سال ۱۹۶۴ بود.

## شغل علمی و سیاسی
پس از فارغ‌التحصیلی، کویجمانس به عنوان استاد حقوق بین‌الملل عمومی و حقوق اروپا از ۲۰ فوریه ۱۹۶۴ تا ۱۱ مه ۱۹۷۳ به هیئت علمی دانشگاه پیوست. وی از سال ۱۹۷۸ تا ۱۹۹۲ به عنوان استاد حقوق بین‌الملل عمومی در دانشگاه لیدن خدمت کرد.
وی از سال ۱۹۷۳ تا ۱۹۷۷ در وزارت امور خارجه هلند به عنوان وزیر امور خارجه خدمت کرد. پس از انتخابات ۱۹۷۲ کویجمانس تا ۱۹ دسامبر ۱۹۷۷ به عنوان وزیر امور خارجه در کابینه یوپ دن اویل منصوب شد. کابینه یوپ دن اویل در ۲۲ مارس سقوط کرد. در ۱۹۷۷ پس از چهار سال تنش در ائتلاف و ادامه خدمت پیتر در دولت، در ماه مه ۱۹۷۷ کویجمانس اعلام کرد که برای انتخابات ۱۹۷۷ نامزد نخواهد شد. پس از تشکیل کابینه در سال ۱۹۷۷، کویجمانس در کابینه جدید پست کابینه ای نگرفت. در ۱۹ دسامبر ۱۹۷۷ کابینه یوپ دن اویل با کابینه ون آگت جایگزین شد.
کویجمانس که در سیاست نیمه بازنشسته شد، در بخش عمومی فعال گشت و از ۱۰ ژانویه ۱۹۷۸ تا ۲۰ دسامبر ۱۹۹۲ به عنوان استاد حقوق بین‌الملل و روابط بین‌الملل در دانشگاه لیدن و از ۱ اوت ۱۹۷۹ تا ۱ نوامبر ۱۹۸۹ در آکادمی حقوق بین‌الملل لاهه خدمت کرد. کویجمانس همچنین به عنوان یک دیپلمات از طرف سازمان ملل متحد و به عنوان گزارشگر ویژه حقوق بشر و شکنجه فعالیت داشت.
کویجمانس پس از انتصاب هانس ون دن بروک به عنوان کمیسر اروپا و در ۳ ژانویه ۱۹۹۳ به عنوان وزیر امور خارجه در کابینه لابر۳ منصوب شد. کابینه لابر۳ در ۲۲ اوت ۱۹۹۴ جایگزین کابینه کوک۱ شد.
او از سال ۱۹۹۷ تا ۲۰۰۶ به عنوان قاضی در دیوان بین‌المللی دادگستری خدمت کرد.
در ۵ فوریه ۲۰۱۴، دانشگاه کویجمانس، دانشگاه آزاد آمستردام، مؤسسه کویجمانس را راه اندازی کرد.